# François Richard (écrivain limousin)
 (mai 2019).
Pour les articles homonymes, voir Richard et François Richard.
François Richard, né en 1733 et mort en 1814 à Limoges, en Haute-Vienne, est un écrivain et poète français. Abbé, responsable d’établissement éducatif, il a produit une œuvre d’écrivain en langue limousine. François Richard a abordé des formes d’écriture assez diverses. Son œuvre, qui a connu, du vivant même de l’auteur, un grand succès, est un jalon notable dans l’histoire de la littérature limousine, dans cette période à la charnière du XVIIIe siècle et du XIXe siècle.

## Un abbé – écrivain limousin

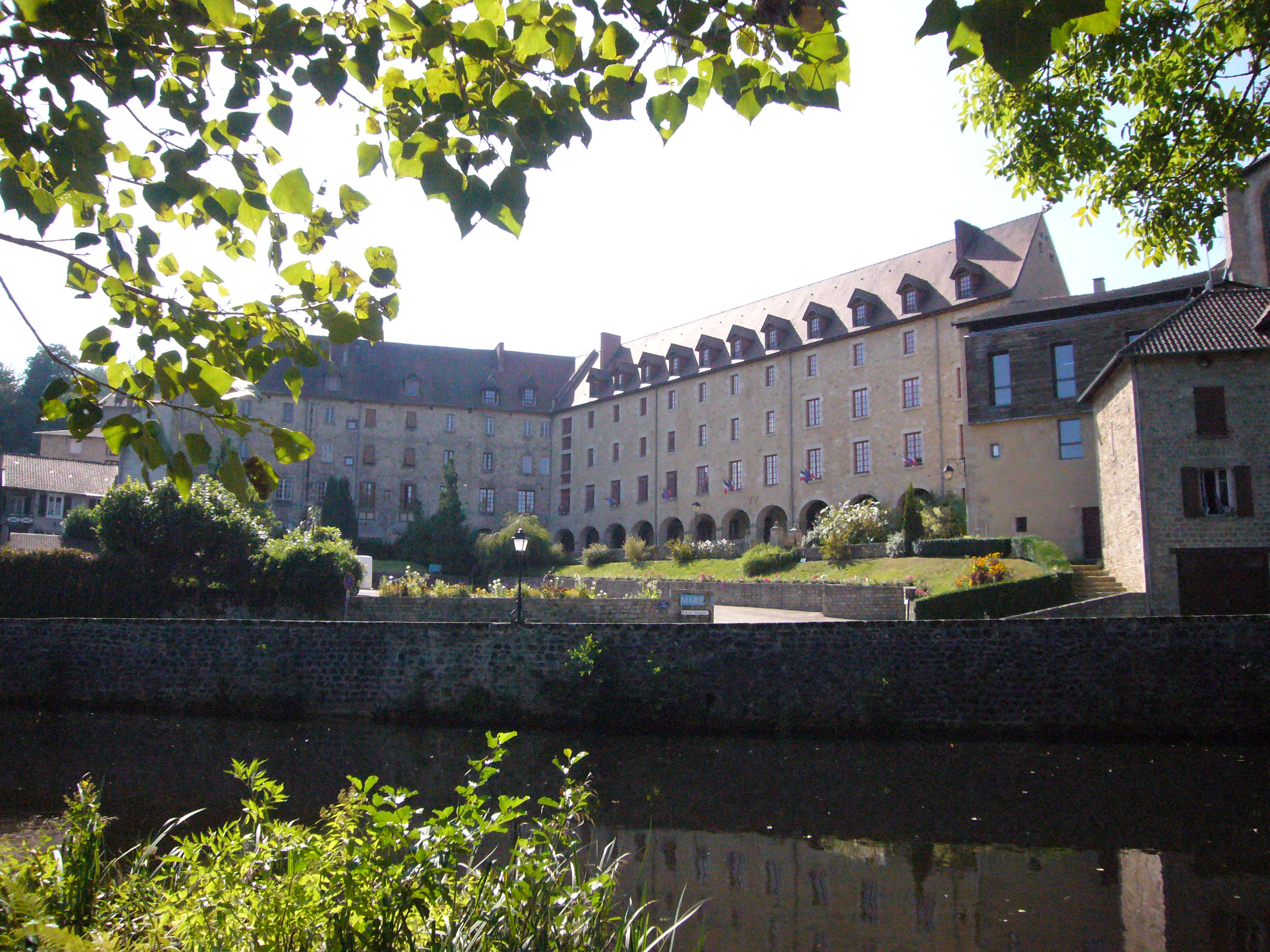
Le Collège d’Eymoutiers, devenu la Mairie, où a exercé François Richard, avant la Révolution française, en qualité de principal.

François Richard est né à Limoges le 29 décembre 1733 ; il faisait partie de ces jeunes hommes qui, dans la société de cette époque, étaient destinés à l'état ecclésiastique ; il est entré au grand séminaire de Limoges ; il a été ordonné prêtre le 20 mai 1758 ; il a été ensuite vicaire à Roussac, Veyrac et Saint-Jean-Ligoure ; dès sa jeunesse, il avait montré beaucoup d’ardeur pour les études et un goût marqué pour la poésie.
Les qualités de François Richard ont été remarquées par les autorités ecclésiastiques, et sa grande culture, son comportement empreint de sagesse, ses dons d’humanité lui ont valu l’honneur d’être nommé principal du collège d'Eymoutiers ; il a exercé cette charge avec beaucoup de bonheur, de 1778 à 1790, dans le collège qui venait de voir le jour, en 1777.
Dans cette même période, il s’est adonné à l’écriture en langue limousine, à la poésie en particulier ; c’est de cette époque que datent ses meilleures pièces qui ont connu un grand succès, à travers les publications de cette époque ;  une partie de ces œuvres nous est maintenant accessible à travers des rééditions qui ont été faites après la mort de François Richard.
Après la Révolution, au cours de laquelle l'abbé François Richard fut enfermé, à Limoges, à l'ancienne abbaye de la Règle, transformée en prison, l’écrivain limousin composa encore quelques œuvres, entre autres des compliments ; après 1800, les travaux de l'abbé François Richard, poète, conteur et chansonnier limousin, sont encouragés, par exemple en 1809, par la Société d'Agriculture, des Sciences et des Arts de la Haute-Vienne (qui avait pris la suite, après la période de la Révolution de 1789, de la Société Royale d'Agriculture, fondée en 1761).
François Richard est mort à Limoges, le 14 août 1814 ; le poète limousin il avait composé ainsi son épitaphe :
"Ci-gît un poète joyeux

Qui n'aima jamais l'épigramme.

Passants intercédez les cieux

Pour le repos de sa pauvre âme."
Une plaque en l'honneur du «poète et chansonnier limousin» a été apposée près de l'entrée principale du Vieux Collège et inaugurée le 5 août 1930 par le Dr Fraisseix et le majoral Farnier.

## L’œuvre multiforme de l’abbé poète
François Richard appartient à ce domaine de la littérature limousine dans lequel figurent des écrivains qui, comme lui, ont utilisé avec bonheur la langue limousine, qui est ainsi passée des rues des villes et des chemins des campagnes aux pages des livres ; dans ce courant littéraire du début du XIXe siècle, on retrouve des écrivains comme Jean-Baptiste Foucaud, l’abbé Nicolas Béronie, l’avocat Joseph-Anne Vialle.
Parmi ses poésies figure un poème burlesque de plus de 2000 vers, en quatre chants, Lou Roumivage de Lionou (le pèlerinage de Léonard) ; ce long poème est la description pittoresque de la procession de saint Martial ; c'est aussi le récit burlesque des aventures, à la ville, d'un jeune paysan naïf.
François Richard a également composé des chansons : des chansons à caractère religieux, des Noëls par exemple ; des chansons profanes (comme "La Chanson d'un Chabretaire").
Autre formes littéraires qui figurent dans l’œuvre de l’abbé limousin, des contes et des fables : des contes qui véhiculent une morale souriante ; des fables qui sont imitées de La Fontaine, et, avec ces fables, François Richard se consacre là au même travail littéraire que celui entrepris à la même époque par Jean-Baptiste Foucaud ; l’abbé Foucaud est, comme François Richard, limousin, prêtre et poète, et il publie « Quelques fables choisies de La Fontaine mises en vers patois limousin », en 1809.
Les jugements sur l’œuvre de François Richard s’accordent à dire que l’abbé limousin est, avec ses œuvres, d’où ne sont pas absentes quelques lourdeurs, mais qui montrent souvent de la finesse et une grande facilité d’imagination, l’un des meilleurs représentants de la littérature patoisante de la fin du XVIIIe siècle et du début du XIXe siècle.

## Un conte extrait des œuvres de F. Richard
COUNTEIS.

TRO DE FOMILIORITA ENJENDRO MEIPRI.

Un vâle de cure, que n'èro pâ 'no buso,

Mâ un goliar esperina

Que cochavo so moliço e so ruso

Soû un hobi de moulina,

Disio à soun meitre un jour, en lovan so marmito :

Vouei! moussur, per l'omour de Dy,

V'en sôbrài gra touto lo vito,

Moutrâ-me, si au plâ, l'adicy.

Iau vole bien, li reipoun-t-èu, sur l'houro :

I'àime lo jen que volen parvenî ;

Déteste quis que viven dî lour bouro.

Pourto-me toun popier. L'àutre lou vài querî,

N'ôblido pâ lo plumo mai lo bouto.

Dî dous treis très uno reglio porei :

L'eicoulier lo deiviro touto.

Lou meitre s'eifeuni, lou viso de mal ei :

Beitio, fran inioren, di-t-èu, te fraporio…

Chut, chut, moussur, iau sirài pû soben,

Repar Jantou d'un er de mouquorio.

Pàuse zero soû lou mou d'inioren,

Retene fran per me, mâ beitio vous domoro

Quiau boun cure, qu'èro tro fomilier,

Defàu que dî tau câ souven nous déshonoro,

Risse soû capo e chosse l'eicoulier.
(ce texte est disponible sur le site Internet de la Bibliothèque nationale de France : https://gallica.bnf.fr/ark:/12148/bpt6k5783901b/)

## Œuvres
- Réédition d’œuvres en 18..? : François Richard, Recueil de poésies patoises et françaises, de F. Richard,… / Limoges : F. Chapoulaud , [18..?]
- Réédition d'œuvres en 1849 : François Richard & Jean Foucaud, Poésies en patois limousin. Œuvres complètes de J. Foucaud, F. Richard, etc. Nouvelle édition,… augmentée d'une notice sur le patois limousin…, Limoges, T. Marmignon, 1849.
- Réédition d'œuvres en 1899 : François Richard. Poésies en patois limousin et en français, avec une traduction littérale par P. Ducourtieux, Limoges, Vve H. Ducourtieux, 1899.
- Réédition d’œuvres en 1979 : François Richard, Fablas lemosinas / Francés Richard ; texe presentat, grafiat e adaptat per Ives La Valada ; illustrat per Maria-Laurenca Boschairon, Limoges, Fédération des Œuvres Laïques de la Haute-Vienne, 1979.
- Réédition d’œuvres en 1991 : François Richard, Fablas lemosinas / Francés Richard ; texte presentat, grafiat e adaptat per Ives Lavalada ; ill. per Maria-Laurença Boschairon / 2e éd. rev / [Limoges] : C.L.E.O , 1991

## Sources
- Joseph Nouaillac, Robert Rideau, Jean Orieux, Lectures du Limousin et de la Marche, Paris, Charles-Lavauzelle, 1941.
- Joseph Nouaillac, Histoire du Limousin et de la Comté de la Marche limousine, Paris, Charles-Lavauzelle, 1949.
- Aimé Perpillou, Marc Ballot, Marie-Madeleine Gauthier, Serge Gauthier, André Betgé, Visages du Limousin et de la Comté de la Marche, Paris, Horizons de France, 1950.
- Jean Rouquette, La littérature d'Oc, Paris, P.U.F, 1968.
- Charles Camproux, Histoire de la littérature occitane, Paris, Payot, 1971.
- Robert Lafont & Christian Anatole, Nouvelle histoire de la littérature occitane, Paris, P.U.F, 1971.
- Robert Joudoux, La personnalité limousine à travers la littérature et les traditions, Tulle, Revue LEMOUZI, no 88bis, 1983.
- Joël-Claude Meffre, Gérard Gonfroy, Félix Castan, Littérature occitane, Paris, Éditeur :  Messidor / Europe, 1985